# Deir Yassin

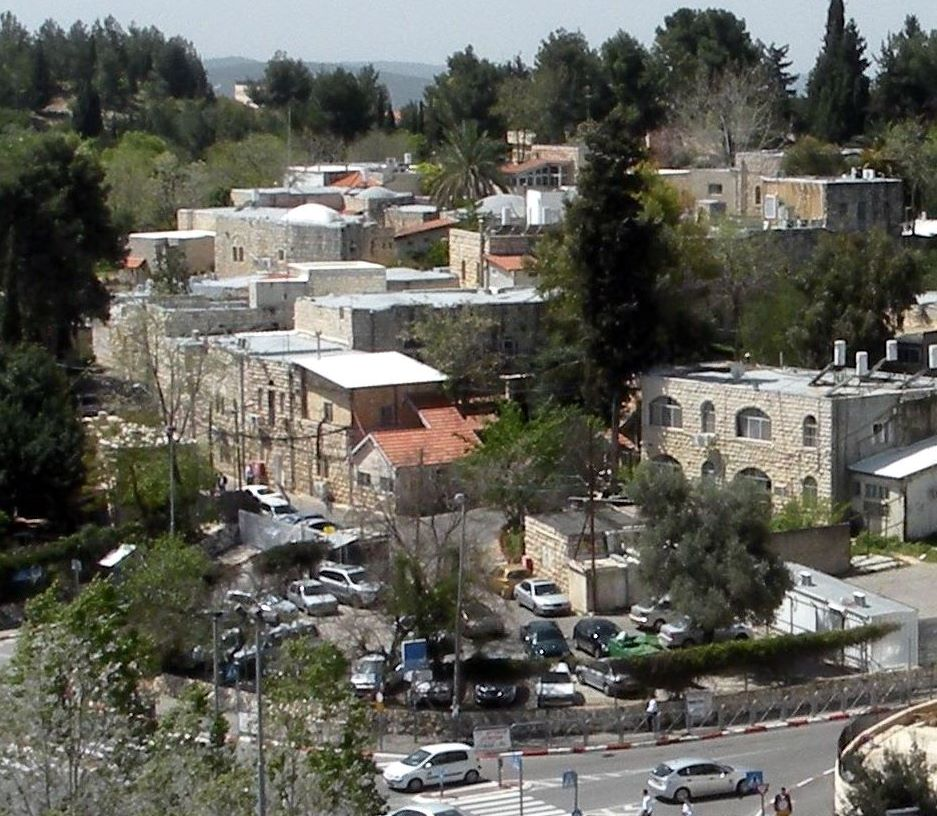
Casas de Deir Yassin en el hospital siquiátrico Kfar Shaul.

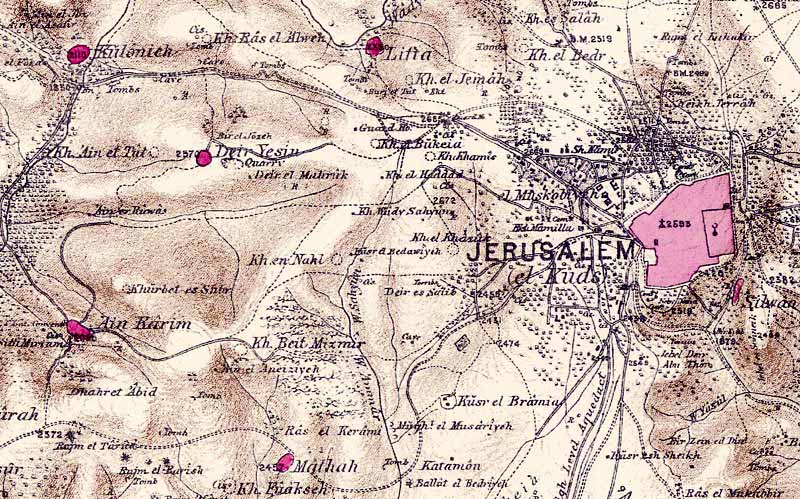
Mapa de los años 1870 indicando la ubicación de Deir Yassin durante el Imperio otomano.

Deir Yassin (en árabe دير ياسين), fue una aldea palestina situada a cinco kilómetros al oeste de Jerusalén. Deir Yassin estaba situada en una colina, a 800 m de altura, con una gran vista de los alrededores. Su población era de unos 750 habitantes. Estos eran agricultores. Cultivaban cereales, higos, aceitunas y viñas en el valle. En el emplazamiento de Deir Yassin se levantó el complejo del actual hospital psiquiátrico Kfar Shaul, donde se pueden observar las antiguas casas del pueblo.

## Masacre de Deir Yassin
Deir Yassin es conocida por una controvertida matanza de árabes por parte del Irgún y Leji que tuvo lugar el 9 de abril de 1948, en el transcurso de la Guerra Civil durante el Mandato de Palestina. Se estima que murieron entre 107 y 120 aldeanos, al igual que cuatro combatientes judíos.
Informe de Jack de Reine
(Representante oficial del Comité de la Cruz Roja Internacional)
-Sábado, día 10 de abril después del mediodía, recibí una llamada telefónica de los árabes pidiendo socorro, precisaban de mi presencia de forma inmediata en Deir Yassin diciendo que se estaba cometiendo una carnicería total contra el pueblo.
Se me informo más tarde de que unos extremistas de la banda Irgun, eran los autores de esta acción. La Agencia Judía y la Haganá dijeron que ellos no sabían nada sobre la cuestión, y que por otra parte, era casi imposible franquear la zona donde estaban las fuerzas del Irgun. Me pidieron que no participara en esta cuestión, ya que corría gran peligro si me desplazaba hasta la zona.
No solo rechazaban ayudarme, es más, ellos no se hacían responsables de lo que seguramente me podía ocurrir. Yo respondí que me iba de todos modos. Esta nefasta agencia ejerce su poder sobre todos sectores que están bajo control judío, y debería de responsabilizarse de mi seguridad mientras hago mi trabajo en dichos sectores.
En realidad no sabía qué hacer, sin el apoyo de los judíos es prácticamente imposible llegar hasta ese pueblo. Después de pensarlo mucho me acordé de una enfermera judía que trabajaba en un hospital y que me había pedido con anterioridad que la llevara allí; me había dado su teléfono y me había dicho que la podía llamar si era necesario, así que la llamé, ya a última hora de la tarde, y le conté lo que pasaba. Acordamos quedar en un sitio al día siguiente a las siete de la mañana donde me esperaría una persona, y que yo acudiría en mi coche particular.
Al día siguiente y exactamente a la hora acordada, apareció un individuo con ropa civil, pero llevaba una pistola; se introdujo en mi coche de un salto y me pidió que condujera sin parar, hablamos y aceptó indicarme el camino de Deir Yassin, pero me comunicó que él no podía hacer más y me dejó solo. Salí a las afueras de Jerusalén, dejé la carretera principal junto al último puesto militar y seguí por un camino que cruzaba. Al poco tiempo se me ordenó parar por dos soldados armados.
Comprendí de ellos que tenía que apearme para ser cacheado, después, uno de ellos me ha hecho comprender que soy su prisionero, pero el otro me cogió de la mano, no sabía ni inglés ni francés, pero en alemán pudimos entendernos; me contó que era feliz por ver a uno de la Cruz Roja por aquí, que él había sido prisionero en Alemania, y que le debe la vida a la delegación de la Cruz Roja que intervino para salvarle. Me dijo que para él, yo era más que un hermano, que haría todo lo que yo le pidiera. "Vamos a Deir Yassin entonces", le dije.
Llegamos a una distancia de 500 metros del pueblo, y tuvimos que esperar un largo tiempo para obtener un permiso de entrada; cada vez que se intentaba cruzar hacia el lado judío se exponía uno al fuego de los árabes, y los del Irgun tampoco querían facilitar las cosas; finalmente se me acercó un hombre del Irgun, tenía una mirada fría, muy dura y extraña. Le dije que estaba en un acto humanitario, que no pretendía hacer una investigación, solo quería ayudar a los heridos y contar los muertos, les expliqué que los judíos firmaron los Convenios de Ginebra, así que estoy en una misión oficial. Esta frase última le enfureció, me dijo que aquí solo mandaba el Irgun y nadie más, ni siquiera la Agencia Judía. El hombre que me guio al escuchar el alboroto intervino. Después, me dijo el oficial que podía hacer lo creyera conveniente, pero bajo mi propia responsabilidad. Me contó la historia de ese desgraciado pueblo, que según él lo habitaban 400 árabes, que vivían siempre desarmados, convivían bien con los judíos que les rodeaban, todo esto siempre según ese oficial. Pero llegaron los del Irgun hace 24 horas y ordenaron con la megafonía a todos los habitantes evacuar el pueblo y rendirse. Quince minutos después del escueto aviso, algunas personas salieron y fueron tomadas como prisioneros, acto seguido, empezaron a disparar hacia las líneas árabes, el resto que no obedeció las órdenes se enfrentó a su suerte. "Pero no hay que exagerar solo hay algunos muertos, que nada más terminemos de las operaciones de limpieza del pueblo los vamos a enterrar".
Esta historia del oficial me ha causado escalofríos, decidí volver a Jerusalén para buscar un camión o una ambulancia, lo hice y llegué con mi pequeña caravana, entonces de la parte árabe ya no se disparaba. Vi a fuerzas judías con uniformes iguales todos, entre ellos pequeños, adolescentes, hombres y mujeres armados con muchas pistolas, ametralladoras, bombas y grandes cuchillos. Vi a una pequeña muchacha con ojos muy criminales, vi su arma goteando sangre, y llevaba el cuchillo como si de una medalla se tratara. Ese era el equipo de limpieza, que seguramente ha llevado a cabo la tarea de una manera muy satisfactoria.
Intenté entrar en uno de los edificios, me rodeaban 10 soldados, dirigían sus armas hacía mi, el oficial me prohibió entrar en aquel sitio, dijo que ellos se encargarían de sacar los cadáveres hasta donde estoy. Me puse nervioso y expresé a esos criminales lo mal que me sentía a raíz de su comportamiento, que no aguantaba más y empecé a empujarlos. Finalmente pude entrar.
La primera habitación estaba a oscuras, desordenada y no había nadie; en la segunda encontré entre mantas y muebles destrozados cadáveres fríos, se les había ametrallado después de tirar alguna que otra granada, y finalmente se les apagó el resto de vida a base de cuchillo.
Lo mismo ocurría en la siguiente, pero cuando me dispuse a salir, pude oír algo como un quejido, empecé a buscar en todas partes y tropecé con un pie pequeño que aun estaba caliente, era una niña de 10 años, estaba herida de gravedad por una granada, pero aún vivía. Quise llevármela conmigo pero el oficial se interpuso y cerró la puerta de salida, le empujé y con la ayuda del soldado que estuvo prisionero en Alemania salí con mi trofeo.
Los coches ambulancia partieron totalmente cargados y con orden de vuelta al lugar. Animado por el hecho de que no se atrevían a atacarme directamente, decidí que había que continuar.
Di órdenes para cargar unos camiones con los cadáveres que había encontrado, luego seguí entre las demás casas, y en cada una se repetía aquella terrible escena. Solo encontré dos personas vivas, dos mujeres, una de ellas una anciana que se escondió durante las 24 horas pasadas sin un solo movimiento.
Se encontraban 400 personas en el pueblo, 50 se escaparon de la carnicería, tres supervivieron a la carnicería, el resto fue degollado y tiroteado según órdenes de los jefes de la milicia, de la cual hay que resaltar su disciplina a la hora de acatar órdenes.
Volví a Jerusalén, me enzarcé con los de la Agencia Judía por no poder controlar, según ellos, a los 150 mujeres y hombres responsables de la matanza.
Fui a ver a los árabes, no conté nada de lo que vi, pero les dije que después de una visita relámpago al lugar pude constatar que había algunos muertos, me limité a preguntarles cómo podía enterrarlos y dónde. Me pidieron que fuese en un lugar que se pudiese distinguir fácilmente, así lo prometí. Pero al volver a Deir Yassin, los del Irgun estaban muy ariscos e intentaron impedir que me acercara al lugar y entendí rápidamente el por qué después de ver cuántos muertos había y el estado lamentable de los cadáveres, que estaban ya fuera de las casas, tendidos sobre las aceras de la calle principal. Pedí con determinación ser yo el que los enterrase; después de una discusión, empezaron a cavar una gran fosa en un pequeño jardín, era imposible verificar la identidad de los muertos, no llevaban palpes, pero les describí con todo los detalles, estimando las edades.
Dos días después, se esfumaron los del Irgun del lugar y fueron reemplazados por el Haganá, y descubrimos varios lugares donde se acumuló sin ningún respeto otros cadáveres al aire libre.
Dos hombres con portes respetables aparecieron en mi despacho, era el líder del Irgun y su ayudante, llevaban un texto que querían que yo se lo firmase, rezaba que había conseguido de ellos todo tipo de ayuda para hacer mi tarea, y finalmente que yo les agradecía su colaboración conmigo.
No dudé en discutirles lo que me pedían, y me dijeron que si me importaba algo mi vida, tenía que firmar el texto de inmediato.

## Geografía
Deir Yassin se extendía en la ladera este de un monte, a una altura de unos 800 m, con amplías vistas sobre los alrededores. Los suburbios oeste de Jerusalén se encontraban a 1 km de distancia, y el centro de Jerusalén a unos 5 km hacia el este. Un valle con cultivos en terrazas lo separaba de la ciudad. En el límite norte del valle, una carretera secundaria llevaba a la carretera de Jaffa, a unos 2 km de distancia.
Las tierras de Deir Yassin cubrían una extensión de 2.857 dunams, de los que 94,5% pertenecían a árabes, 5,3% a judíos y el resto era suelo público. La tierra cultivada era de 866 dunams (30%), plantados en su totalidad con cereales y de propiedad mayoritariamente árabe. La parte construida del pueblo era de 12 dunams.

## Demografía
En el censo de población del Mandato Británico de 1922, Deir Yassin tenía 254 habitantes. Su población pasó de 428 personas en 1931 a 750 en 1948, y su núcleo construido de 91 a 144 casas en el mismo período de tiempo.